# Idrottsföreningen Brommapojkarna
O IF Brommapojkarna ( PRONÚNCIA; literalmente Os rapazes de Bromma) - vulgarmente chamado de Brommapojkarna ou de BP - é um clube de futebol sueco, sediado no bairro de Bromma, no oeste da cidade de Estocolmo.

As cores do seu equipamento são: camisola (br: camiseta) preta e vermelha e calção preto.

O estádio onde manda suas partidas é o Grimsta IP, com capacidade para 4 mil torcedores.

O clube foi fundado em 1942.

Participou pela primeira vez no Campeonato Sueco de Futebol (Allsvenskan) em 2007.

Atualmente (2025) disputa o Allsvenskan, a primeira divisão de futebol da Suécia.                                

O IF Brommapojkarna dispõe de uma seccão de futebol feminino com uma equipa de futebol feminino chamada IF Brommapojkarna (damer).

Tem uma intensa atividade juvenil, contando com umas 250 equipas femininas e masculinas.

## Títulos
- Campeonato Sueco - 2ª Divisão (Superettan) : 1 : (2017). [9]

## Copas Europeias
| Temporada | Competição         | Rodada | Clube     | Casa | Fora | Agregado |  |
| --------- | ------------------ | ------ | --------- | ---- | ---- | -------- |  |
| 2014–15   | UEFA Europa League | 1Q     | VPS       | 2–0  | 1–2  | 3–2      |  |
| 2014–15   | UEFA Europa League | 2Q     | Crusaders | 4–0  | 1–1  | 5–1      |  |
| 2014–15   | UEFA Europa League | 3Q     | Torino    | 0–3  | 0–4  | 0–7      |  |

## Treinadores
- Gösta Sandberg (1959–61)
- Henry Carlsson (1969–71)
- Gösta Sandberg (1972–78)
- Tommy Söderberg (1982–85)
- Erik Hamrén (1990–91)
- Bo Petersson (1994)
- Kjell Jonevret (1995)
- Jari Pyykölä (1998–99)
- Anders Grönhagen (Jan 1, 2004–Dez 31, 2004)
- Claes Eriksson (Jan 1, 2005–Dez 31, 2007)
- Kim Bergstrand (2008–10)
- Roberth Björknesjö (Out 1, 2010–Nov 30, 2013)
- Stefan Billborn (Jan 1, 2014–)

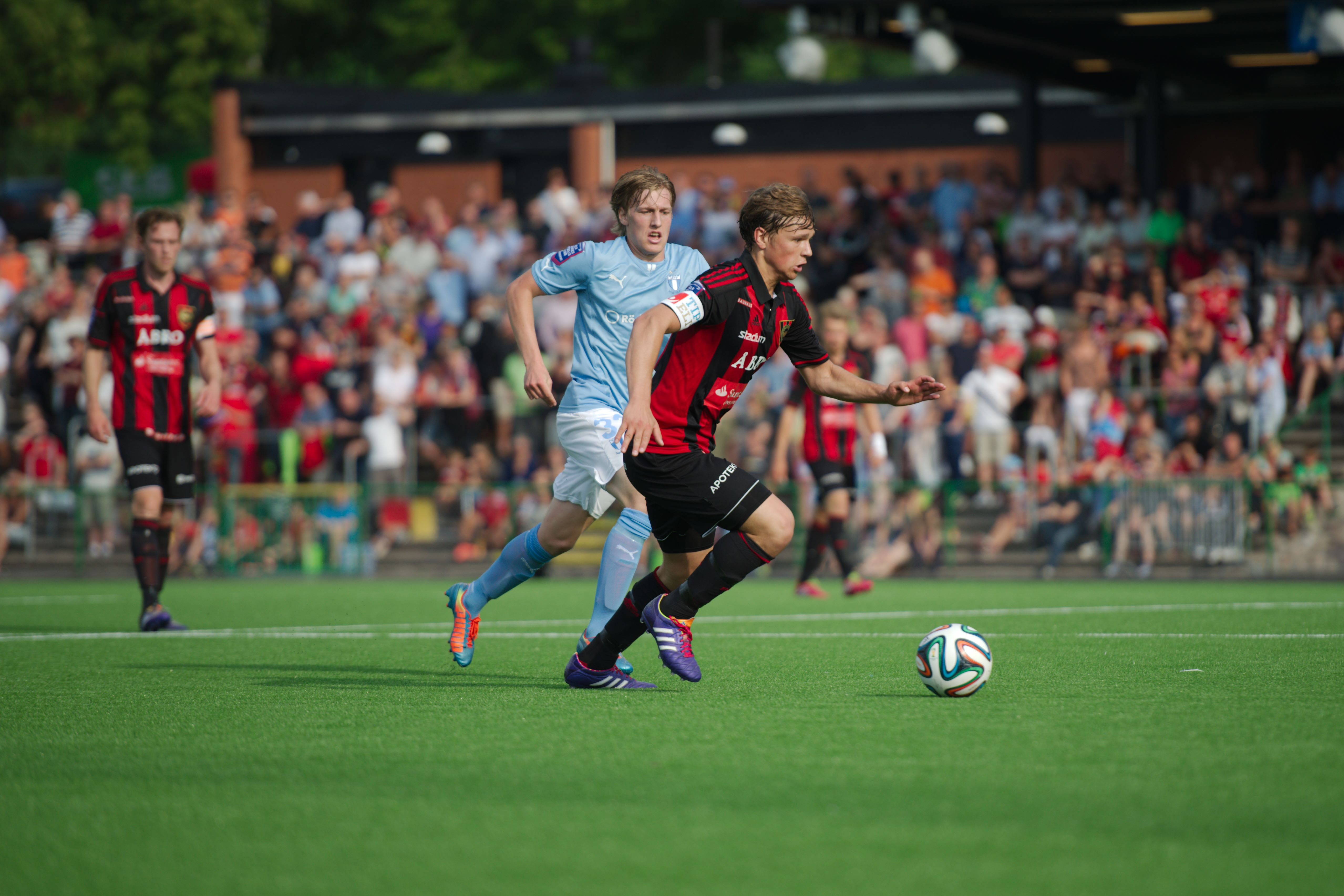
Jogo Brommapojkarna-Malmö FF em 2014